# Potamologia
La potamologia (dal greco пοταμός, "potamòs" fiume e Λoγos, "logos" = studio) o fluviologia, è la scienza che si occupa dello studio dei corsi d'acqua (fiumi, torrenti). La potamologia, per definizione, è una branca dell'idrologia.

## Definizione

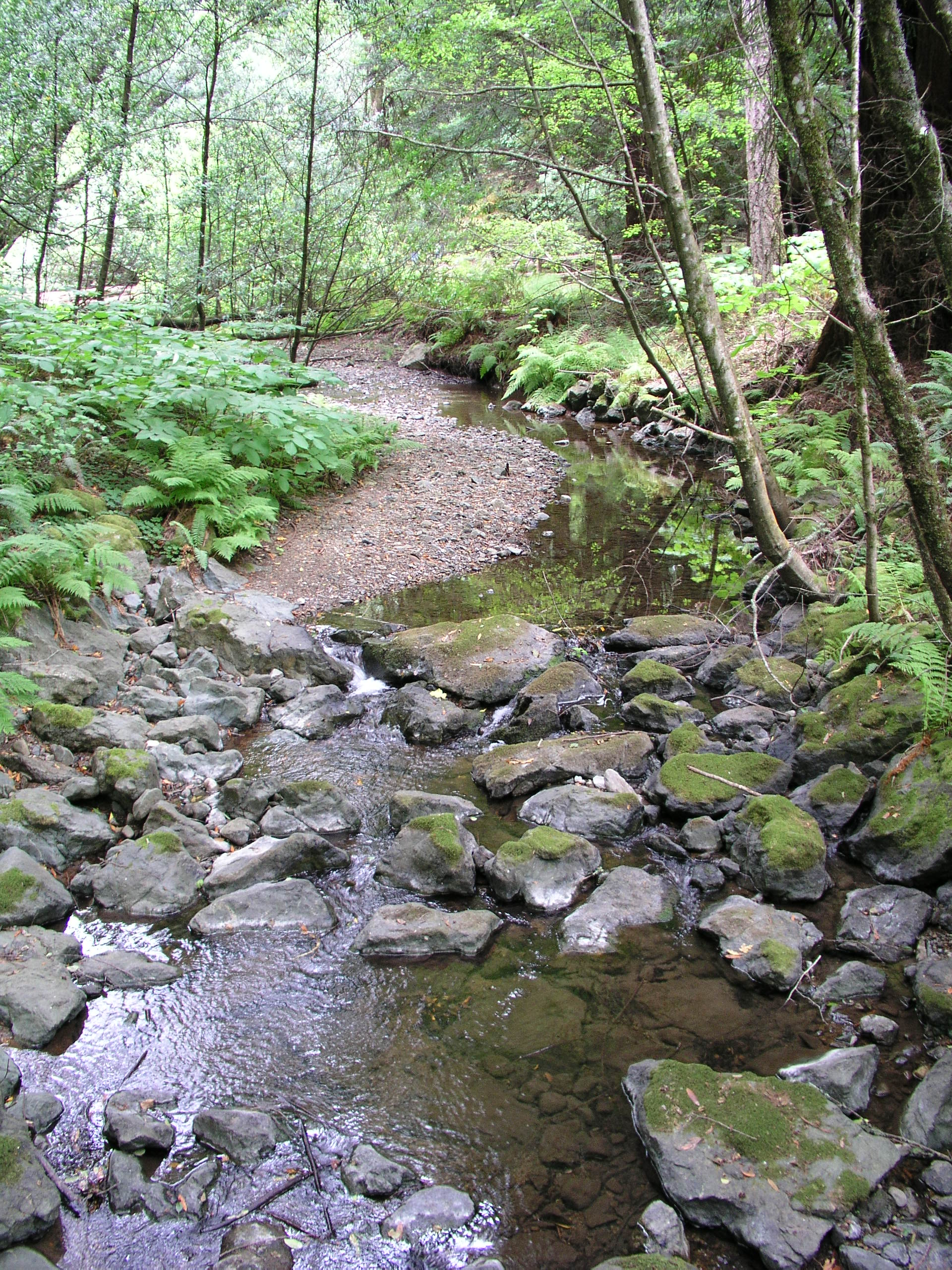
Un ruscello, esempio di ambiente lotico, oggetto di studio della potamologia

Scopo della potamologia in senso stretto è lo studio delle caratteristiche chimiche, fisiche e biologiche delle acque correnti (i cosiddetti "ambienti lotici": ruscelli, torrenti, fiumi). La Potamologia si contrappone pertanto alla limnologia (dal greco Λίμνη, "limne" = acqua stagnante e λόγος, "logos" = studio) la quale è dedicata allo studio delle acque ferme continentali o con moto inapprezzabile (i cosiddetti "ambienti lentici": laghi, paludi stagni, ecc.). La distinzione non è tuttavia universalmente accettata e anche lo studio delle acque correnti, a dispetto dell'etimologia, è incluso da taluni nel campo della limnologia. La potamologia viene differenziata dall'idrobiologia in quanto quest'ultima si occupa degli organismi viventi, animali o vegetali, che vivono nelle acque continentali, tralasciando gli aspetti chimici e fisici.

## Caratteristiche ecologiche
Un ambiente lotico è un ambiente acquatico caratterizzato da forti correnti, il che determina rimescolamento delle acque adiacenti con facilitazione della trasmissione di ossigeno e nutrienti tra i diversi strati di profondità. L'ecologia di un corso d'acqua è determinata fondamentalmente dalla velocità di corrente e quindi dalla rapidità del ricambio d'acqua. La velocità di corrente determina instabilità delle variabili fisiche e chimiche con conseguente limitazione di insediamenti, di popolazioni vegetali e animali, che siano stabili nel tempo. In tutti i corsi d'acqua naturali sono presenti sempre comunità animali bentoniche composte prevalentemente da organismi detritofagi, ossia da organismi consumatori di detriti, in quanto la componente alimentare è rappresentata da detriti derivanti dalla vegetazione terrestre e, in misura minore, da comunità che vivono nei laghi e sono trasportate negli emissari.